# Ducati Scrambler
Ducati Scrambler bezeichnet zwei unterschiedliche Motorrad-Modellreihen des italienischen Motorradherstellers Ducati.
Von 1962 bis 1974 bot Ducati eine Reihe unterschiedlicher Modelle als Scrambler an. Die Maschinen waren mit Königswellen-Einzylinder-Viertakt-Motoren ausgerüstet; später wahlweise auch mit desmodromischer Ventilsteuerung.
Im Jahr 2014 wurden auf der Intermot in Köln vier neue retro-manieristische Modelle mit Zweizylindermotor als „Scrambler“ vorgestellt.

## Modelle 1962–1978

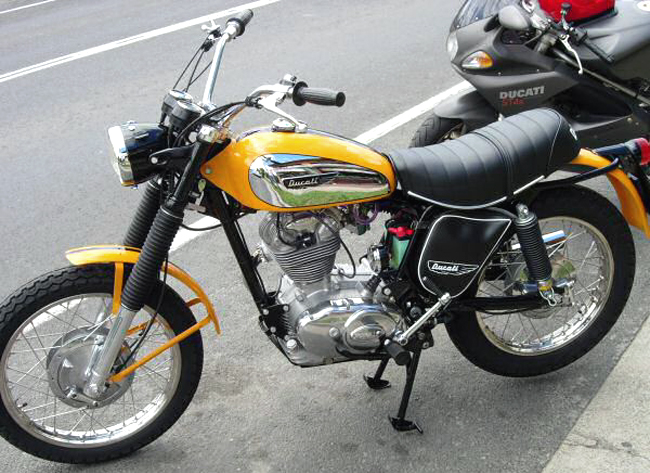
Ducati Scrambler 250 von 1973

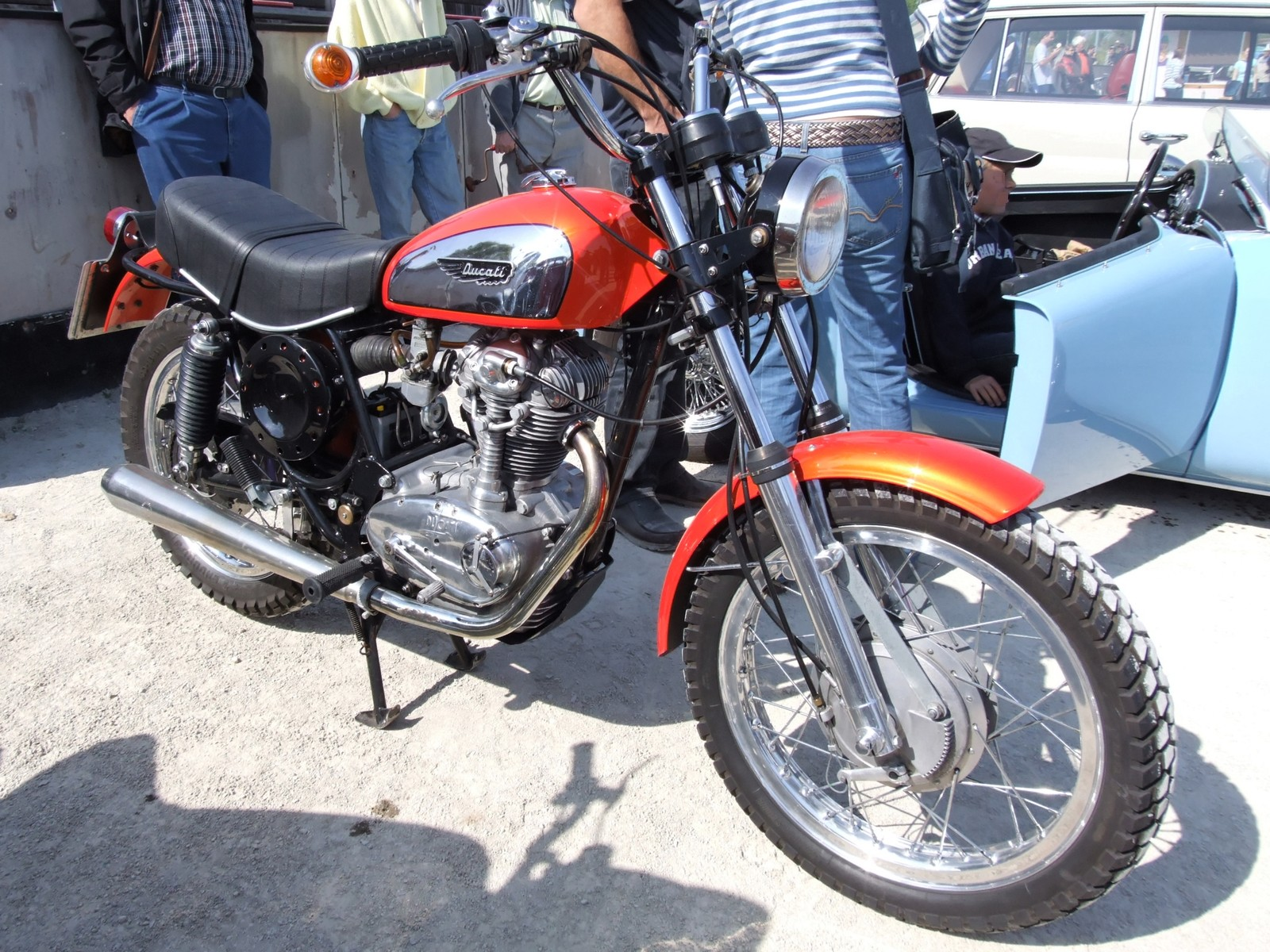
Scrambler

Die Scrambler-Modelle von Ducati waren zunächst für den amerikanischen Markt gedacht und wurden erst später in Europa angeboten. Die aus dem Rennsport erfolgreiche Desmodromik wurde ab 1968 wahlweise eingesetzt.
- Ducati Scrambler 100 (1969–1970)
- Ducati Scrambler 125 (1971)
- Ducati Scrambler 250 (1962–1967, 1968–1974)
- Ducati Scrambler 350 (1968–1974)
- Ducati Scrambler 450 (1969–1974)

## Modelle ab 2014

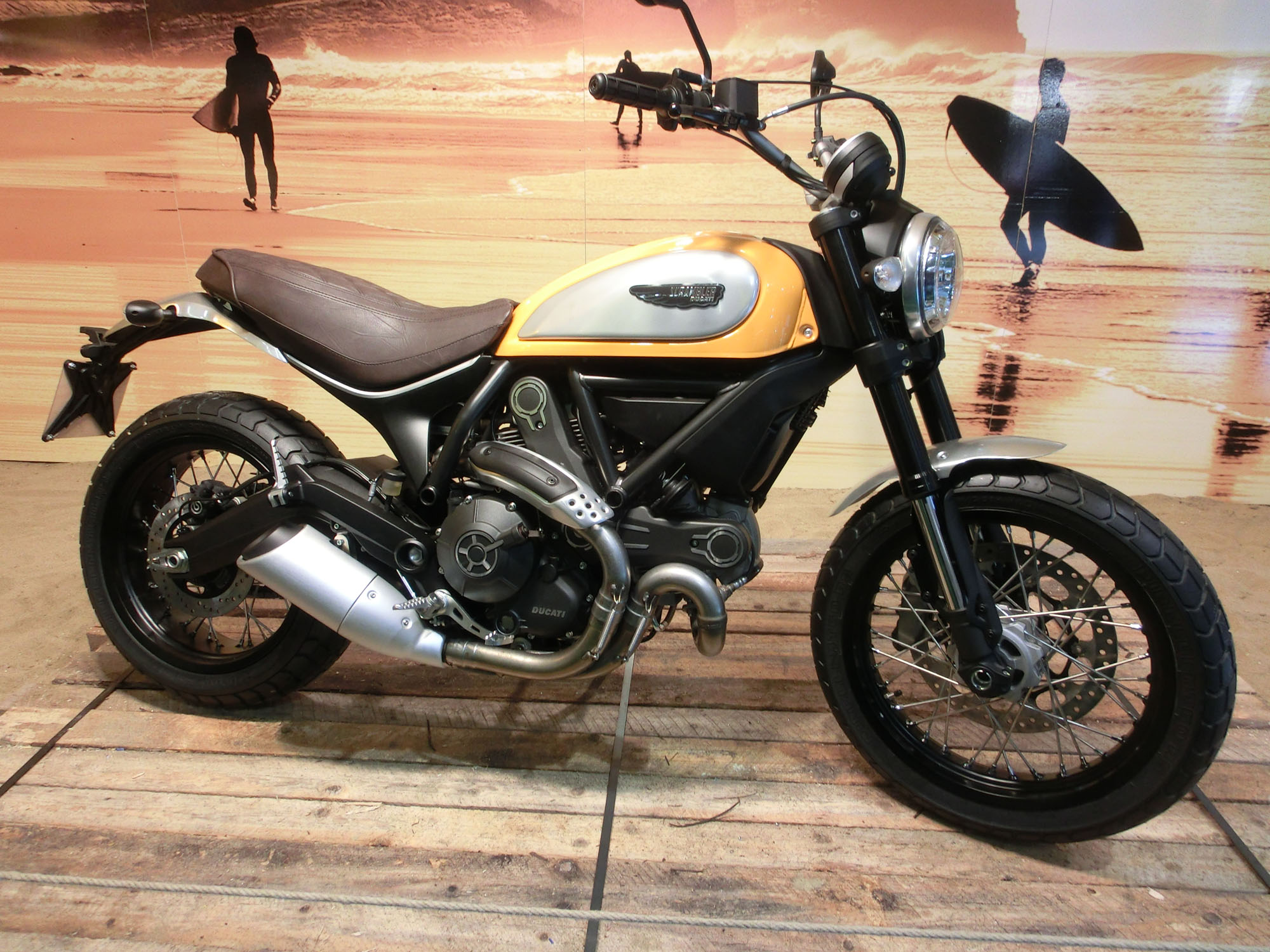
Ducati Scrambler „Classic“ auf der Intermot 2014

Die Modelle der Scrambler-Reihe zeichnen sich durch einen klassischen Retro-Look aus. Sie werden durch einen luftgekühlten Zweizylinder-V-Motor (Ducati-Bezeichnung aufgrund der Einbaulage: L-Motor) mit 803 cm³ Hubraum, zahnriemengetriebener desmodromischer Ventilsteuerung (zwei Ventile) und einer Leistung von 55 kW (75 PS) angetrieben. Die Modelle mit Speichenrädern sind mit Schlauchreifen ausgestattet.

### Icon
Die einfachste und preiswerteste Modellversion hat 10-Speichen-Gussräder, eine schwarze, glatte Sitzbank und ist in zwei Farben erhältlich, „’62 Yellow“ und „Ducati Red“.

### Classic
Für diese Version nahm Ducati Anleihen am Scrambler-Stil der 1970er Jahre. Front- und Heckschutzblech sind aus Aluminium, die Sitzbank ist braun. Das Motorrad hat Aluminium-Speichenräder und wird in der Farbe „Orange Sunshine“ angeboten.

### Urban Enduro
Die Version Urban Enduro hat eine braune Sitzbank und Protektoren an Gabel, Motor und Scheinwerfer sowie Speichenräder. Der Lenker hat eine zusätzliche Verstrebung, die Schutzbleche sind aus Kunststoff. Das Motorrad wird in der Farbe „Wild Green“ angeboten.

### Full Throttle
Die Version Full Throttle bezieht ihr Erscheinungsbild auf Flat-Track-Rennmaschinen. Es hat eine Termignoni-Auspuffanlage, eine sportlich geformte Sitzbank und schwarze Tankseitendeckel. Der niedrigere Lenker und das kurze Frontschutzblech sollen den sportlichen Charakter unterstreichen. Das Modell wird in der Farbe „Deep Black“ angeboten.

### Italia Independent
Mit der Full Throttle Version als Basis wurde 2016 eine limitierte Auflage der Ducati Scrambler – die Ducati Scrambler Italia Independent – in Kooperation mit dem Brillenhersteller Italia Independent veröffentlicht. Die Version ist weltweit auf 1077 Stück limitiert.

### Club Italia 1100
Mit Club Italia wird ein besonderes Modell angeboten: Durch die Wahl auf Aufbereitung der Oberflächen soll der Scrambler 1100 von Club Italia im Design an den Lancia Delta HF Integrale erinnern. Die Farbkombination in Blau mit roten und gelben Details nehmen Bezug auf das Lancia Delta HF-Modell.

## Technische Daten
(Quelle:)

### Motor
- Typ: luft-/ölgekühlter V2-Viertakt-Motor mit 90° Zylinderwinkel
- Ventilsteuerung: OHC, Nockenwellenantrieb über Zahnriemen, zwei desmodromisch betätigte Ventile pro Zylinder
- elektronische Benzineinspritzung mit Lambdaregelung, 50 mm Drosselklappendurchmesser, geregelter Katalysator
- Bohrung × Hub: 88 × 66 mm
- Hubraum: 803 cm³
- Verdichtungsverhältnis: 10,0 : 1
- Nennleistung: 55 kW (75 PS) bei 8.250/min
- max. Drehmoment: 68,0 Nm bei 5.750/min
- Kraftübertragung: seilzug betätigte Ölbadkupplung, Sechsgang-Getriebe, O-Ring-Kette
- Primärübersetzung: 1,85 : 1
- Sekundärübersetzung: 3,1 : 1 (15er Ritzel, 46er Kettenblatt)

### Fahrwerk
- Gitterrahmen aus CrMo-Stahlrohren, Motor mittragend
- Kayaba-Upside-down-Teleskopgabel, Standrohr-ø 41 mm, nicht einstellbar
- Zweiarmschwinge aus Leichtmetall, Einzelfederbein von Kayaba mit verstellbarer Federbasis
- Bremse vorn: Scheibe ø 330 mm, Vierkolben-Festsattel, ABS
- Bremse hinten: Scheibe ø 245 mm, Schwimmsattel, ABS
- Räder: vorne 3,00 × 18 Zoll, hinten 5,50 × 17 Zoll, Speichenräder oder Räder aus Aluminiumguss
- Reifen: vorne 110/80 ZR18, hinten 180/55 ZR 17

### Maße und Gewichte
- Radstand: 1.445 mm
- Lenkkopfwinkel: 66,0 Grad
- Nachlauf: 112 mm
- Federweg: vorne 150 mm, hinten 150 mm
- Sitzhöhe: 770–790 mm
- Leergewicht (betriebsfertig): 186/192 kg
- Tankinhalt: 13,5 l